# Habent sua fata libelli
Habent sua fata libelli — «книги имеют свою судьбу». Крылатое латинское изречение, которое приписывали многим известным римским поэтам. На самом деле оно принадлежит жившему во II веке грамматику Теренциану Мавру, входит в его дидактическую поэму «De litteris, de syllabis, de metris» (строка 1286). В поэме используются разные метры; строка, содержащая описываемое изречение, написана гексаметром:
Pro captu lectoris habent sua fata libelli

(Судьба книг зависит от способности восприятия читателя)
Согласно современной трактовке, фраза  подчёркивает непредсказуемость судьбы, которую разделяют книги разного типа и жанра в соответствии с разнообразными «переменными»: исторический контекст, индивидуальный вкус читателя, запрос общества, внешнее оформление и др.
Существуют примеры, которые подтверждают тезис Теренциана Мавра. Так, Франческо Петрарка получил известность не благодаря своей латинской постановке (в частности, из своего стихотворения «Африка»), а за его Книгу песен на народном языке. Или Андре Жид, который, не оценив рукопись «В поисках утраченного времени» Марселя Пруста, отказался её опубликовать, а потом жалел об этом.